# دوئین لادجو
دوئین لادجو (انگلیسی: Du'aine Ladejo؛ زادهٔ ۱۴ فوریهٔ ۱۹۷۱) ورزشکار دو و میدانی اهل بریتانیا است.
وی در مسابقات کشوری و بین‌المللی در مجموع برندهٔ ۵ مدال طلا، ۲ مدال نقره، ۱ مدال برنز شده‌است.